# Bất nhị
Bất nhị hay bất nhị nguyên, phi nhị nguyên, phi lưỡng nguyên, không hai (tiếng Anh: nondualism) là một khái niệm mờ, có nguồn gốc từ triết học và tôn giáo Ấn Độ với nhiều định nghĩa, là sự khác biệt với cách nhìn vũ trụ theo lối nhị nguyên. Thuật ngữ có nguồn gốc từ "advaita" (अद्वैत), "không-hai" hay "một mà không hai"; và advaya, cũng có nghĩa là "không hai," nhưng đề cập đến nhiều tư tưởng Phật giáo như sự thật thông thường và sự thật tối hậu (tục đế và chân đế).